# Bom Jesus do Araguaia
Bom Jesus do Araguaia là một đô thị thuộc bang Mato Grosso, Brasil. Đô thị này có diện tích 4279,088 km², dân số năm 2007 là 4479 người, mật độ 1,05 người/km².